# Raymonde ou l’évasion verticale
Raymonde ou l’évasion verticale ist ein französischer animierter Kurzfilm von Sarah Van Den Boom aus dem Jahr 2018.

## Handlung
Die alte Eule Raymonde Fortin lebt allein in einem Häuschen mit Garten am Wald. Sie hatte noch nie einen Partner und sehnt sich im Alter nach Liebe und Sex. Geradezu inbrünstig verehrt sie die Jungfrau Maria, die es trotzdem irgendwie geschafft hat, ein Kind zu zeugen; im Alltag leisten ihr die imaginären Trickfiguren von Teresa von Ávila und Elisabeth Báthory Gesellschaft, die sie zudem als Gemälde an der Wand hängen hat.
Raymondes Tagesablauf ist immer gleich: Sie verbringt Zeit im Garten, geht zur nahen Kirche und betet zu Maria, verpackt anschließend „getragene“, aber in Wirklichkeit nur mit Käse bearbeitete Slips für Interessenten in Japan, versucht später vergeblich, mit dem Briefträger Anatole bei einem Kaffee zu flirten, und badet nachts nackt im Waldsee, wo sie den Stimmen des Waldes antwortet. Als Briefträger Anatole sie nach einem ihrer Annäherungsversuche brüsk zurückweist, ist Raymonde traurig. Der Jungfrau Maria wirft sie beim nächsten Kirchgang vor, dass die Jungfräulichkeit ihr nichts gebracht habe und sie es satt sei, ohne Partner zu sein. Sie plant, sich bei Anatole zu entschuldigen, doch erscheint er nicht mehr, um bei ihr die Post abzuholen. Wütend zerschlägt Raymonde das bereitgestellte Kaffeegeschirr.
In der folgenden Nacht badet Raymonde nicht nur im See, sondern durchwatet ihn. Den Geräuschen des Waldes folgend erklimmt sie einen Baum. Überwältigt von den Stimmen des Waldes springt sie in die Tiefe. Am nächsten Morgen sieht man eine Krähenfrau allein in einer Hütte am Wald; sie hört die Stimmen des Waldes, zwei Trickfiguren gesellen sich zu ihr.

## Produktion
Raymonde ou l’évasion verticale war der vierte animierte Kurzfilm, den Sarah Van Den Boom als Regisseurin umsetzte, und der erste, der überwiegend als Puppentrick in Stop-Motion realisiert wurde. Die Stop-Motion-Animation wurde vom Filmstudio JPL films umgesetzt, die 2D-Computeranimation durch das Trickfilmstudio Train Train. Raymonde wird im Original von Yolande Moreau gesprochen.
Der Film erlebte am 12. Juni 2018 auf dem Festival d’Animation Annecy seine Premiere und lief in der Folge unter anderem auf dem Festival du Court-Métrage de Clermont-Ferrand.

## Auszeichnungen
Raymonde ou l’évasion verticale wurde 2019 für einen César in der Kategorie Bester animierter Kurzfilm nominiert.